# Морской десант

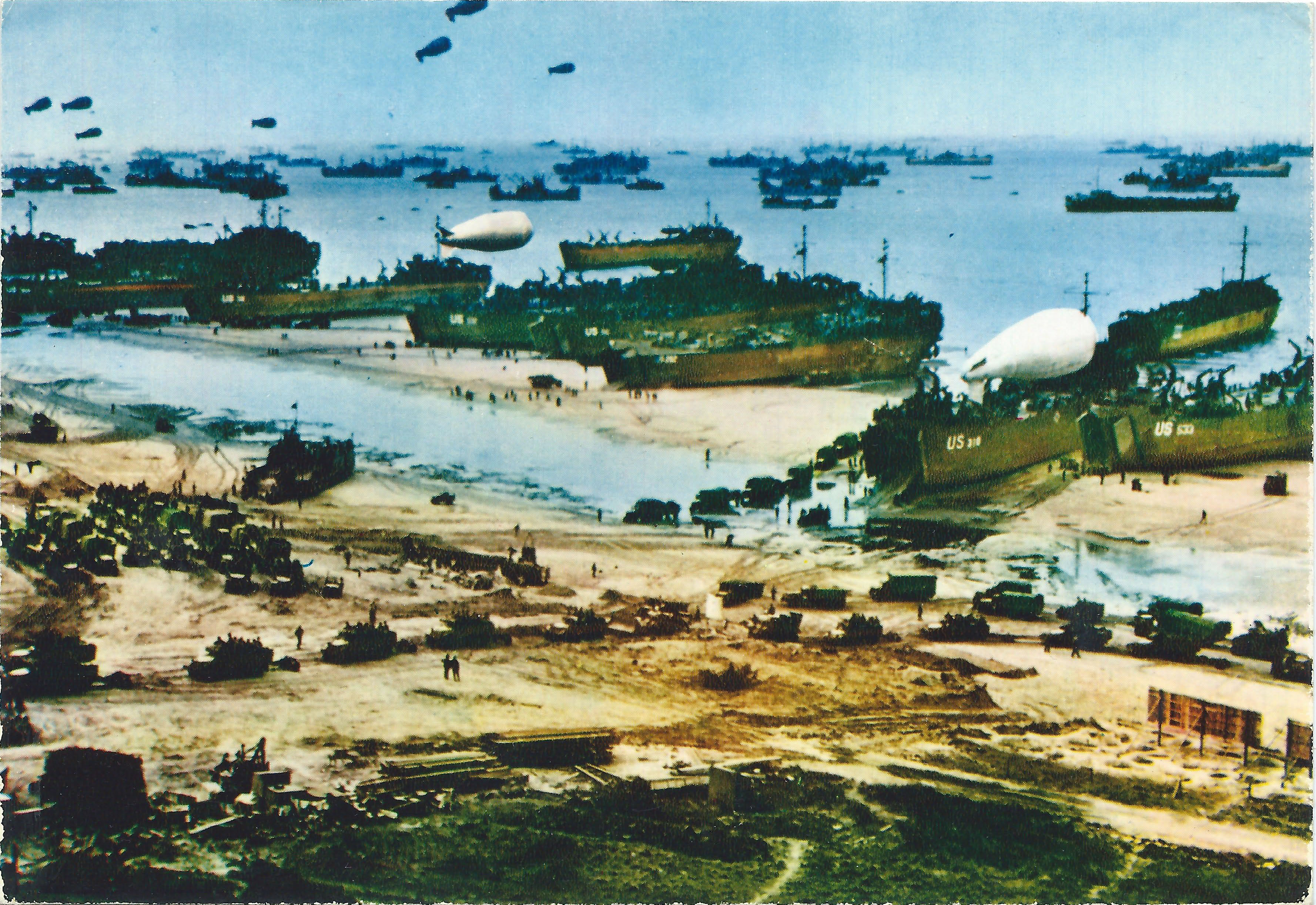
Высадка войск на побережье во время операции «Оверлорд»
(июнь 1944 года)

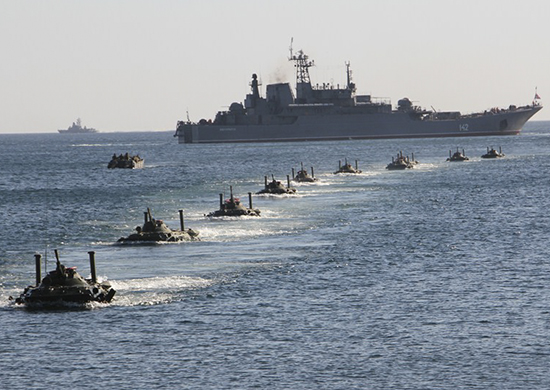
Корабли Черноморского флота высаживают морской десант на необорудованное побережье
(Крым, 2012 год)

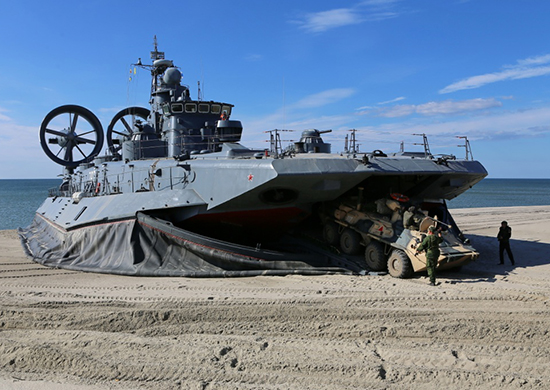
Десантный корабль «Мордовия» выполняет артиллерийские стрельбы и высаживает десант на учениях «Щит Союза-2015»

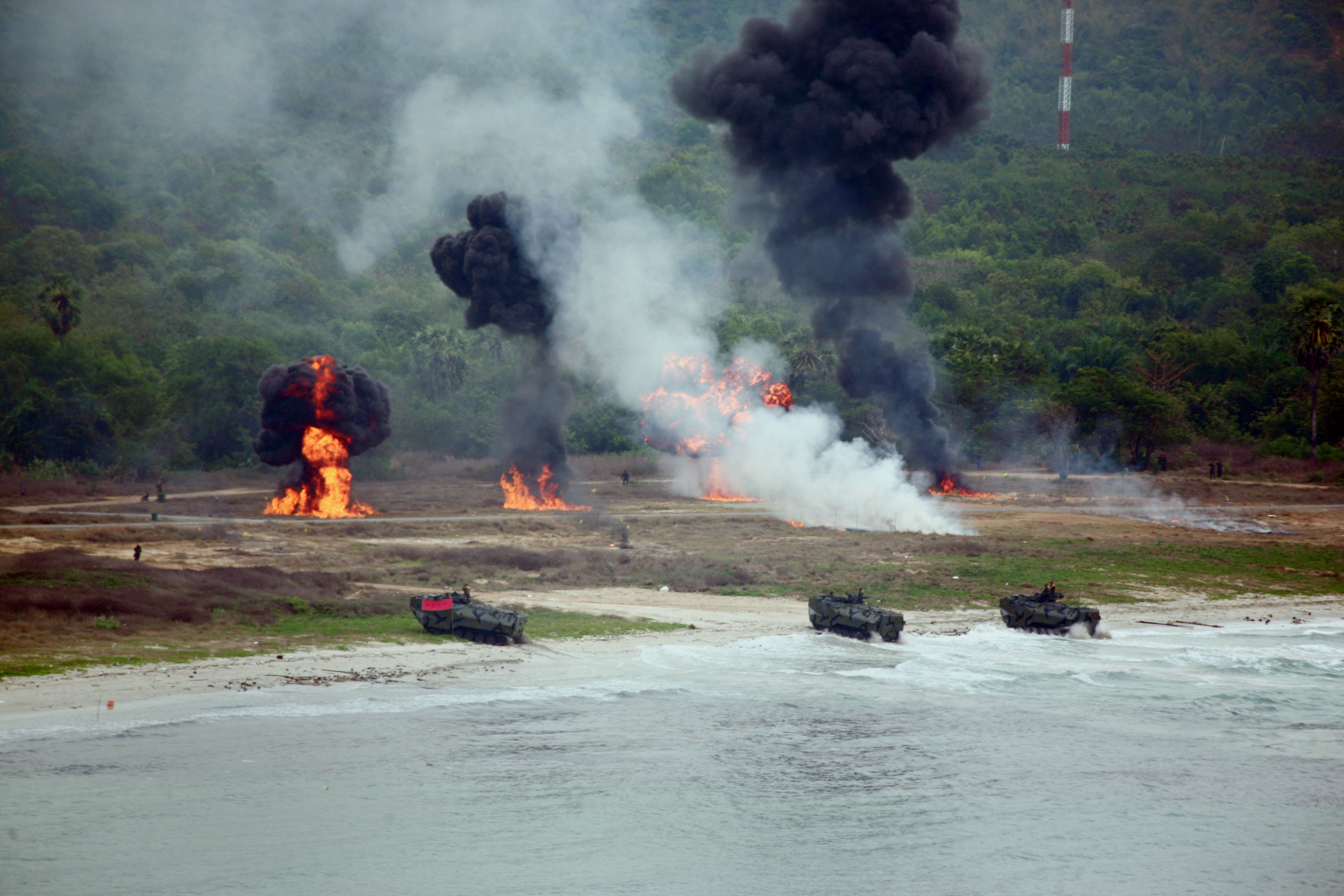
Современная морская десантная операция выглядит так
(учения Cobra Gold 2012, Таиланд)

Морской десант — специально назначенная группировка сил морской пехоты и/или сухопутных войск, которая высаживается (десантируется) на защищаемый противником участок побережья и предпринимает наступательные действия с моря на сушу.

## Общие положения
В состав сил морского десанта включаются формирования мотострелковых и танковых войск, части морской пехоты и наряд средств боевого обеспечения. Успешность морского десанта определяется высоким темпом высадки, надёжным подавлением противодесантной обороны и решительными действиями войск на побережье.
По масштабу и выполняемым задачам морские десанты могут быть стратегическими, оперативными, тактическими и разведывательно-диверсионными. В зависимости от ситуации морской десант может быть организован способом «берег — берег», когда войска доставляются на десантных судах непосредственно к берегу или способом «корабль — берег», когда десант перебрасывается в район высадки на транспортных кораблях, а там перегружается на десантно-высадочные средства (включая вертолётную авиатехнику).

## Исторический очерк

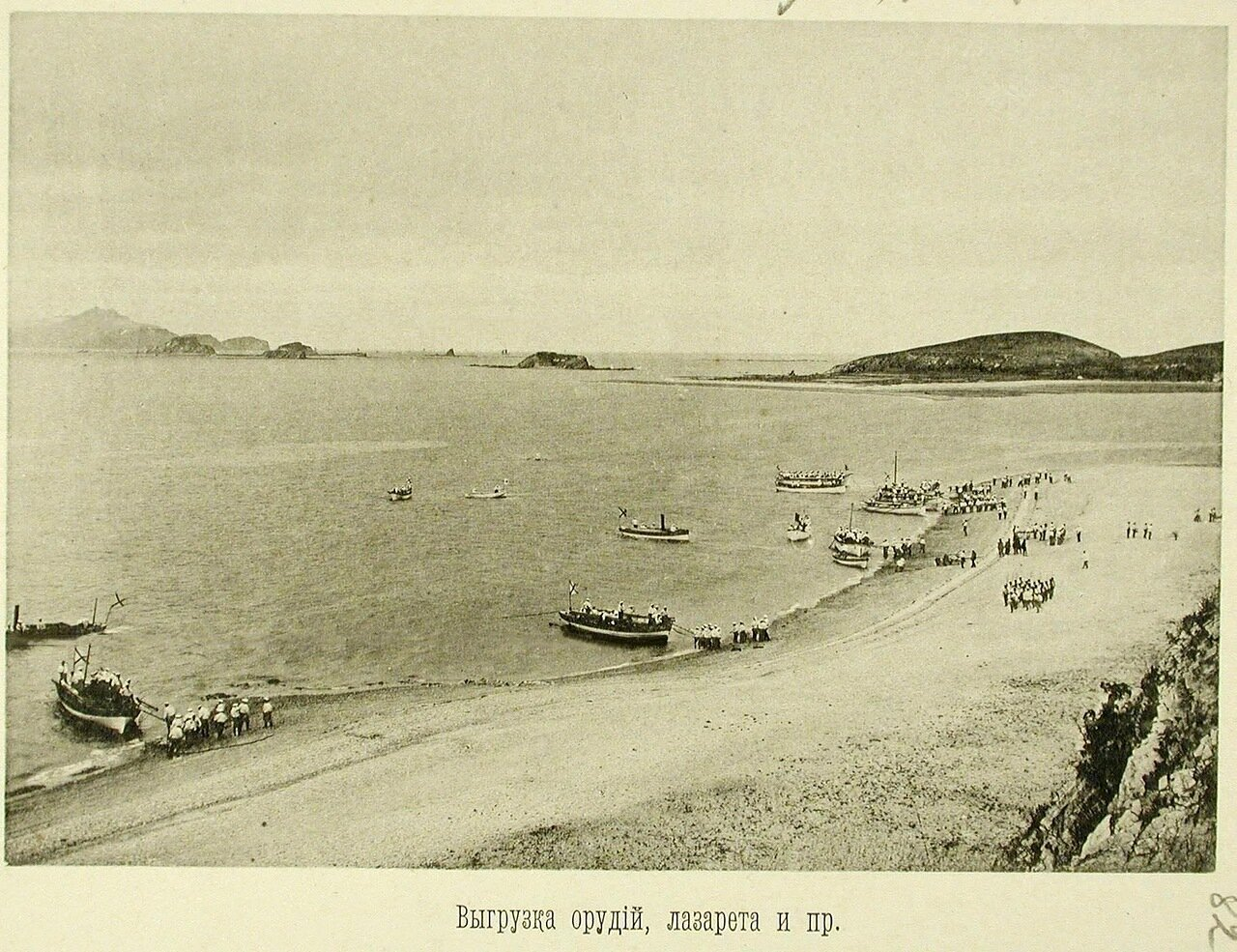
Русский эскадренный морской десант за выгрузкой орудий, лазарета на берег. Учения 1895 года.

Исторические свидетельства использования военачальниками морских десантов отслеживаются начиная с древнейших времён, при этом известно, что на побережье противника могли высаживаться целые армии, составлявшие главные силы и основное средство достижения целей данной конкретной войны.
Например известно, что во время противостояния Древнего Рима и Карфагена (см. Пунические войны) римляне как минимум дважды решались на проведение массированных морских десантов у карфагенского побережья: первый раз 40 тысяч бойцов в 256 году до нашей эры и второй — 25 тысяч солдат в 204 году до нашей эры. В те времена результативность действий десантной группировки часто решала стратегический исход противостояния.
В эпоху феодальных войн и раннего капитализма характер ведения боевых действий сильно изменился, их размах на сухопутных театрах военных действий резко возрос, а морским десантам начала отводиться второстепенная роль, однако в ряде случев им приходилось выполнять важные стратегические задачи. Состав участвующих в десанте сил зависел от поставленных командованием боевых задач и условий их выполнения. К примеру, в ходе Северной войны 1700—1721 годов российские вооружённые силы много раз высаживали десантные группировки числом до 5 тысяч человек на побережье Швеции.
С развитием парового флота численность морских десантов неуклонно росла и могла достигать 60—80 тысяч солдат; во время Крымской войны 1853—1856 годов силы союзников, доставленные к берегам Евпатории составляли примерно 62 тыс. человек.
В войнах XX столетия начали использоваться десантные группировки ещё большего состава: так, во время Дарданелльской операции 1915—1916 годов принимало участие более 90 тыс. военнослужащих.
В годы гражданской войны в России обе воюющие стороны применяли морские, озёрные и речные десанты, что вытекало из маневренного характера этой войны (известно более 30 «красных» и более 20 «белых» высаженных десантов). В то же время их отличительным чертами были относительно малая численность высаживаемых войск, во-многом импровизационный характер операций, в-основном тактический характер решаемых задач. Попытка решить оперативно-стратегические задачи путём высадки наиболее крупного Улагаевского десанта не удалась.
Наибольшего масштаба использование морских десантов достигло во Второй мировой войне, в ходе которой было высажено не менее 700 морских десантов, в том числе 72 крупных.
Среди самых значительных десантных операций сил союзников называют высадку в Нормандии (около 450 тыс. человек, июнь 1944 года), высадку на острове Лусон в войне против Японии (до 275 тыс. солдат, январь 1945 года), на острове Окинава (более 450 тыс. человек, апрель 1945 года). Наиболее широко применялась высадка морских десантов вооружёнными силами США в боевых действиях против Японии на Тихоокеанском ТВД: там ими высажено около 50 оперативных и свыше 300 тактических десантов.
Важную роль в морских десантах США сыграли десантные катера типа LCVP, позволявшие высаживать десант на необорудованное побережье. Главнокомандующий войсками союзников в Европе Дуайт Эйзенхауэр говорил, что без них «вся стратегия войны была бы иной».
Советские вооружённые силы в ходе Великой Отечественной войны и советско-японской войны произвели высадку 193 морских десантов различного масштаба, в том числе — 11 десантных операций. Наиболее крупными были Керченско-Феодосийская десантная операция (более 40 тыс. бойцов, декабрь 1941 года), десант в районе Станички и Южной Озереевки (февраль 1943 года, более 17 тыс. человек), Керченско-Эльтигенская десантная операция (ноябрь 1943).
После Второй мировой войны морские десанты различного состава и назначения стали эффективным инструментом ведения локальных войн. Например, во время Инчхонской десантной операции в корейский Инчхон было доставленo не менее 45 тыс. человек (1950 год).
Помимо этого морские десантные силы сыграли важную роль в целом ряде других вооружённых конфликтов: в Суэцком кризисе, Фолклендской войне и др.

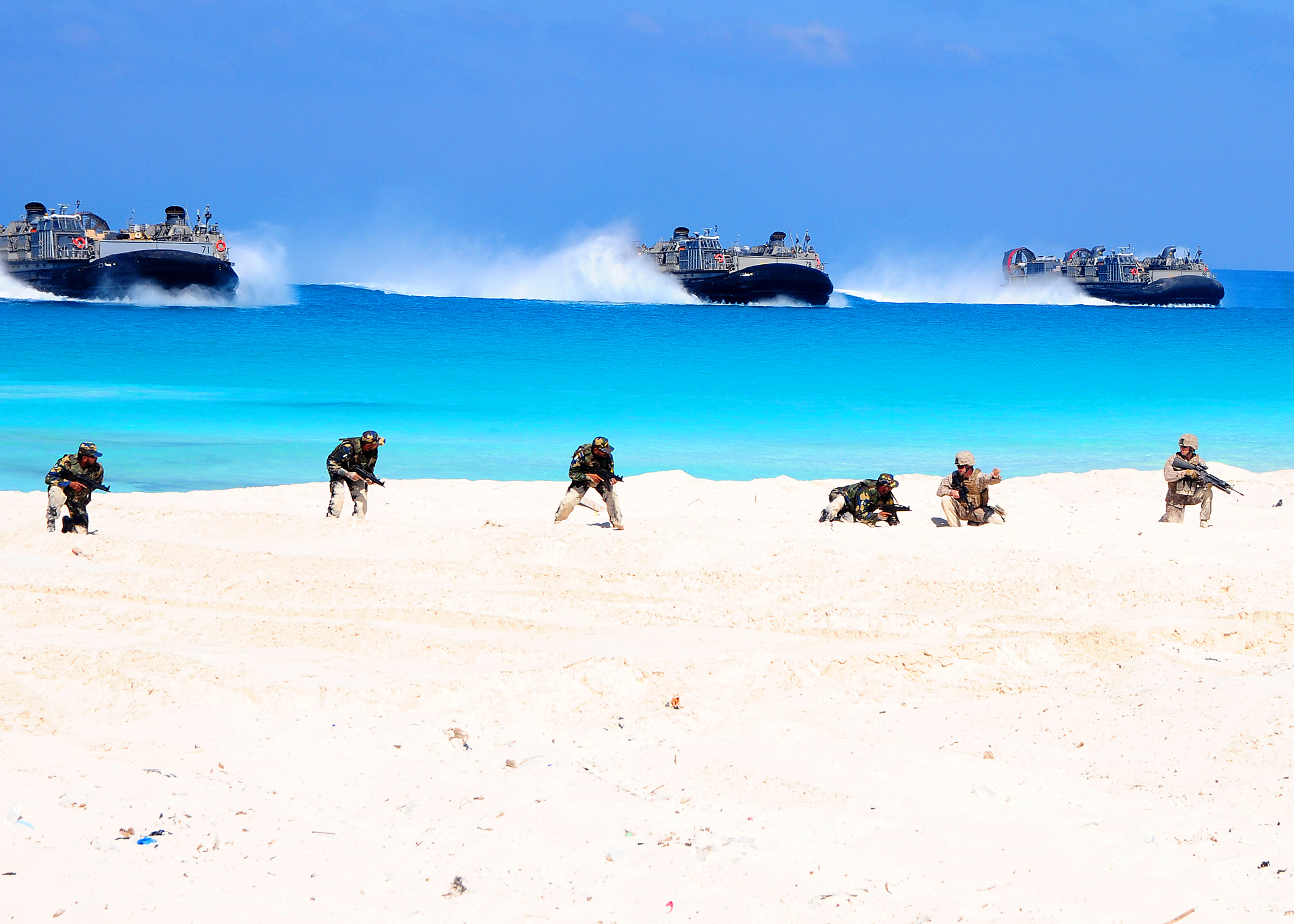
Морской десант с катеров на воздушной подушке типа LСАС на учениях 2009 года

С появлением вертолётов и десантных вертолётоносцев стали возможны комбинированные десантные операции, при которых в тылу обороняющих берег войск противника высаживается вертолётный десант, а на пляж — многочисленный морской. Появилась концепция «загоризонтной высадки десанта», при которой она начинается за пределами дальности обнаружения береговыми постами наблюдения и досягаемости огневых средств противодесантной обороны. Для этого используются как вертолёты и конвертопланы V‑22 Osprey, так и катера на воздушной подушке типа LСАС и десантные боевые машины-амфибии AAV7. После высадки первого эшелона десанта на необорудованном берегу осуществляется установка плавучих секционных причалов, которые используются для разгрузки самоходной неплавающей техники с судов плавучего тыла.